# 3991 Basilevsky
3991 Basilevsky este un asteroid din centura principală, descoperit pe 26 septembrie 1987 de Edward Bowell.